# Ebenezer Assifuah
Ebenezer Kofi Assifuah-Inkoom (Accra, 3 de julho de 1993) é um futebolista profissional ganês que atua como atacante. Atualmente está no Al-Qasim, do Iraque.

## Carreira
Ebenezer Assifuah fez parte do elenco da Seleção Ganesa de Futebol na Campeonato Africano das Nações de 2017.